# Klubi i basketbollit Peja
Il Klubi i basketbollit Peja o BC/KB Peja è una squadra di pallacanestro kosovara avente sede nella città di Pejë. 
Fondato nel 1993, disputa la Lega balcanica e il campionato nazionale kosovaro di massima divisione, la IP superliga. Gioca le partite interne nella struttura della Palestra Sportive Karagaq la cui capacità è di 2.500 posti a sedere.

## Storia
Il Klubi i basketbollit Peja viene fondato il 13 marzo 1993. È la squadra più titolata in Kosovo dopo il Klubi i basketbollit Prishtina; assieme a quest'ultima il KB Peja partecipò per la prima volta nella sua storia a una competizione internazionale, la Lega balcanica nella stagione 2013-14, senza raggiungere i play-off. Nella stagione successiva, invece, raggiunse i play-off arrivando fino alle semifinali per poi uscire dalla competizione per mano dai bulgari del BK Rilski Sportist Samokov.

## Tifoseria
I Shqiponjat (Le aquile in albanese) sono i tifosi del Klubi i basketbollit Peja.
La più accesa rivalità a livello nazionale è quella con il Klubi i basketbollit Prishtina.

## Cestisti
- Nenad Delić 2015-2016
- LaMarcus Reed 2016-2017